# Kloster Moosburg der Armen Schulschwestern
Das Kloster Moosburg der Armen Schulschwestern bestand von 1867 bis 2024 in der Stadt Moosburg an der Isar im Landkreis Freising (Oberbayern).

## Geschichte
Der 1833 gegründete Orden der Armen Schulschwestern von unserer Lieben Frau hat als Aufgabe die schulische Ausbildung von Kindern aus ärmeren Bevölkerungsschichten und insbesondere die Mädchenbildung. Das Klostergebäude in Moosburg wurde 1865 bis 1866 in der Nähe des Kastulusmünsters errichtet. 1867 bis 2024 bestand die Filiale des Ordens mit Mädchenschule bis 1970 und Kindergarten von 1879 bis 1888. Das Betzimmer mit Hausaltar wurde 1882 geweiht und 1925 zur Kapelle. 2024 verabschiedeten sich der Orden und die letzten drei Armen Schulschwestern aus Moosburg.
Am Eingang Kastulusplatz befindet sich heute das Heimatmuseum der Stadt Moosburg an der Isar.

## Baubeschreibung
Das Gebäude ist unter der Aktennummer  D-1-78-143-12 in der Liste der Baudenkmäler in Moosburg an der Isar aufgeführt:
    Ehemaliges Mädchenschulhaus: stattlicher dreigeschossiger Bau mit Giebelrisalit, im Stil der Maximilianszeit, 1865.